# Lithium-12-hydroxystearat
Lithium-12-hydroxystearat ist eine chemische Verbindung des Lithiums aus der Gruppe der substituierten Stearate.

## Gewinnung und Darstellung
Lithium-12-hydroxystearat kann durch Reaktion von in Mineralöl gelöster 12-Hydroxystearinsäure mit Lithiumhydroxid gewonnen werden. Sie wird dabei nicht als Reinsubstanz synthetisiert und ist nur in der Schmierfettmatrix vorhanden.

## Eigenschaften
Lithium-12-hydroxystearat ist ein weißer Feststoff. Er zersetzt sich bei Erhitzung. Dabei zersetzt es sich in inerter Atmosphäre über Oxalate als Zwischenprodukt zu Carbonaten.

## Verwendung
Lithium-12-hydroxystearat wird als Verdickungs- und Geliermittel in Schmierfetten verwendet.